# Maratón (mitología)
Maratón, Marato o Maratonio (en griego antiguo Μαραθών o Μαραθῶνα, en latín Marathon) fue un héroe epónimo, según la mitología griega, que dio su nombre al demo ático de Maratón. Su versión cambia dependiendo del autor en ciernes.
- El decimocuarto rey de Sición,[3] que reinó durante veinte[4] o trienta años.[5] Durante su reinado, Zeus se acostó con Ío, hija de Yaso, y Cécrope fundó Atenas en Eubea que también fue llamada Diada o como los eubeos la llamaron, Orcómeno.[5] Marato puede ser similar con el siguiente Maratón.
- Un rey de Corinto tras suceder a su padre el rey Epopeo de Sición y Corinto. Su madre era la princesa Antíope, hija tebana del rey regente Nicteo.[6] Era hermano de Enope,[7] y padre de Corinto[8] y de Sición.[9] Maratón escapó de la violencia anárquica de su padre y emigró a la costa marítima del Ática (en Maratón). A la muerte de su padre, Maratón regresó al Peloponeso, dividió su reino entre sus hijos y regresó al Ática, donde se había establecido anteriormente.[10]
- Un héroe arcadio que acompañó a los Dioscuros en su expedición al Ática para rescatar a Helena, que había sido raptada por Teseo. Murió cuando, de acuerdo con un oráculo, se entregó voluntariamente al sacrificio frente a la línea de batalla. En su honor se llamó al municipio de Maratón.
- Un hijo de Apolo y uno de los posibles epónimos de Maratón.[11]
- Según Hecateo los tres hijos de Deucalión fueron Oresteo, Maratonio y Prónoo.[12] Fowler presupone una conjetura y dice que hijo de Maratonio lo era Juto e hijo de este a su vez lo fueron Ión y Aqueo;[13] de la misma manera que hijo de Oresteo lo fue Fitio[14] e hijo de Prónoo lo fue Helén y Anfictión.[12]